# Selina Chirchir
Selina Chirchir (née le 28 août 1968) est une athlète kényane. 

## Biographie
Selina Chirchir est sacrée championne d'Afrique du 800 mètres en 1985 au Caire. Elle remporte la médaille d'or du 800 mètres et du 1 500 mètres lors des Jeux africains de 1987, à Nairobi au Kenya. Elle remporte aussi la Corrida de Langueux en 1995 et le marathon de San Francisco en 1998.

## Palmarès
| Date | Compétition                   | Lieu        | Résultat | Épreuve   | Performance     |
| ---- | ----------------------------- | ----------- | -------- | --------- | --------------- |
| 1982 | Championnats d'Afrique        | Le Caire    | 1re      | 4 x 400 m | 3 min 48 s 8    |
| 1985 | Championnats d'Afrique        | Le Caire    | 1re      | 800 m     | 2 min 03 s 70   |
| 1985 | Championnats d'Afrique        | Le Caire    | 2e       | 4 x 400 m | 3 min 39 s 66   |
| 1986 | Championnats du monde juniors | Athènes     | 1re      | 800 m     | 2 min 01 s 40   |
| 1986 | Championnats du monde juniors | Athènes     | 2e       | 1 500 m   | 4 min 15 s 59   |
| 1987 | Jeux africains                | Nairobi     | 1re      | 800 m     | 2 min 03 s 22   |
| 1987 | Jeux africains                | Nairobi     | 1re      | 1 500 m   | 4 min 13 s 91   |
| 1995 | Corrida de Langueux           | Langueux    | 1re      | 10 km     |                 |
| 1998 | Marathon de Los Angeles       | Los Angeles | 1re      | Marathon  | 2 h 45 min 36 s |